# Eastern Fleet
L'Eastern Fleet (Flotte d'Orient) est une flotte de la Royal Navy, dont l'existence court de 1941 à 1971. Entretemps, elle aura pris en 1944 le nom de East Indies Fleet (Flotte des Indes Orientales), puis en 1952 celui de Far East Fleet (Flotte d'Extrême-Orient).

## Histoire
En 1904, le First Sea Lord Sir John Fisher recommande qu'en prévision d'une éventuelle guerre, les trois commandements principaux de l'Extrême-Orient (East Indies, China, et Australia) soient regroupés en un seul basé à Singapour, l'Eastern Fleet. Durant la Première Guerre mondiale, ces trois escadres gardent des hiérarchies distinctes, le terme Eastern Fleet n'étant utilisé que pour les désigner dans leur globalité. Cet état de fait reste en place jusqu'à la Seconde Guerre mondiale et le début des hostilités avec l'empire du Japon le 8 décembre 1941, date à laquelle l'Eastern Fleet regroupe les escadres d'Extrême-Orient et de Chine. Durant la guerre, elle absorbe un grand nombre de navires et d'hommes d'autres marines, parmi lesquelles la Marine royale néerlandaise, la Royal Australian Navy, la Royal New Zealand Navy, les Forces navales françaises libres et l'United States Navy. Avec la création de la British Pacific Fleet en 1944 - 1945, l'Eastern Fleet devient l'East Indies Fleet jusqu'à la fin de la guerre. Peu après, son action est élargie, opérant dans tout l'Extrême-Orient et jusqu'à l'océan Pacifique sous le nom de Far East Fleet.

## Sources
- (en) Cet article est partiellement ou en totalité issu de l’article de Wikipédia en anglais intitulé « Eastern Fleet » (voir la liste des auteurs).